# Ordu

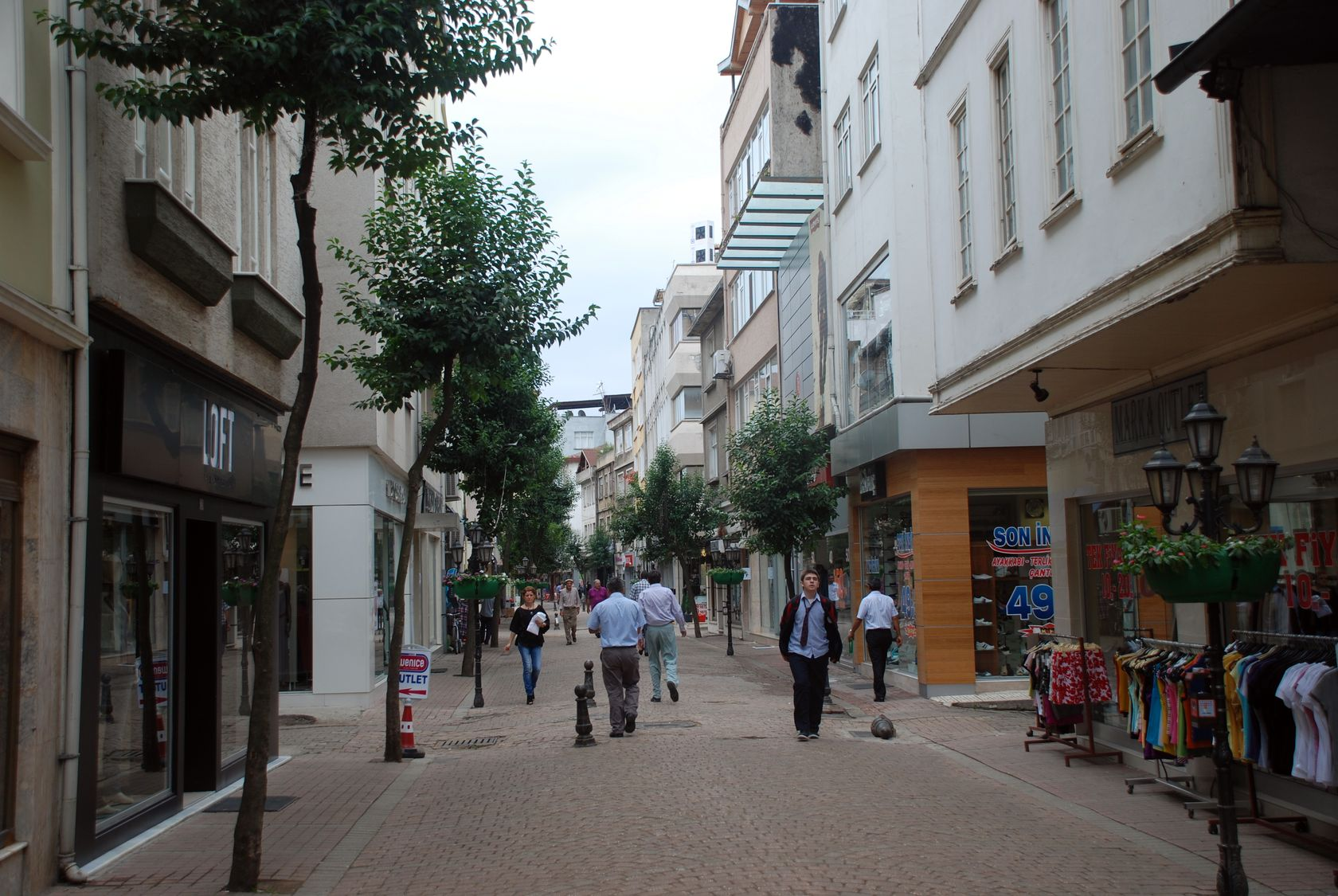
Rua do centro de Ordu

Ordu (ou Ordo em português), também conhecida como Altınordu, é uma cidade portuária do norte da Turquia, à beira do mar Negro, que é capital da área metropolitana e província homónima, da região do Mar Negro. A cidade praticamente coincide com o distrito de Altınordu, o qual também inclui algumas áreas não urbanas; esse distrito tem 410 km² de área e em dezembro de 2021 tinha 229 214 habitantes (densidade: 559,1 hab./km²).
A população é constituída por turcos e minorias de georgianos étnicos (em turco: gürcüler), hemichis (em turco: hemşinliler; arménios muçulmanos e ainda um pequeníssimo número de descendentes de gregos que se recusaram a deixar a região apesar do genocídio dos gregos pônticos e da troca de populações entre a Grécia e a Turquia em 1923.

## Etimologia
O primeiro povoado de que há registos na área foi a colónia grega de Cotiora (ou Kotyora ou Kotyoron), que alguns acreditam que tenha origem num topónimo local anterior, Kut. Os otomanos instalaram uma grande base militar perto da atual cidade no século XV, a que chamaram Bayramlı. O nome Ordu pode ter origem na forte presença militar na área, que se prolongou até ao século XX. Ordu significa exército ou campo militar em turco e é também a designação usada para "tenda" pelas tribos turcas e mongóis (algo muito usado pelos militares). A palavra tem a mesma raiz de horda em português, que tem origem no tártaro "orda". No passado, também se usou a grafia Ordou.

## Descrição
Ordu situa-se à beira de uma praia rochosa à beira do mar Negro, 60 km a leste de Ünye e 40 km a oeste de Guiressum. É dominada a ocidente pelo monte Boztepe, uma montanha densamente florestada, com 550 metros de altitude. A região costeira entre Ünye, Ordu e Giresun é conhecida pela suas avelãs e paisagens verdejantes. A produção de avelã e a indústria a ela ligada constituem a principal atividade económica local.
A cidade tem um porto que, apesar de pequeno, tem capacidade para navios de grandes dimensões. É por vezes chamada de Pequena Paris (Küçük Paris), devido às supostas semelhanças das suas ruas e de alguns dos seus edifícios mais elegantes.
Politicamente, Ordu é tradicionalmente mais liberal do que outras cidades do mar Negro. Ao contrário do que acontece na maioria dos centros urbanos da região, onde nos últimos anos predomina o partido islamista moderado AKP, o partido mais votado é geralmente o Partido Republicano do Povo (CHP), de inspiração kemalista e esquerdista e em 2009 as eleições municipais foram ganhas pelo pequeno Partido da Esquerda Democrática (DSP).
O principal eixo da cidade é a Avenida Atatürk (Atatürk Bulvarı), que percorre a zona costeira a noroeste e oeste e atravessa a parte oriental do centro. Este dispõe de zonas pedonais, áreas residenciais modernas e edifícios comerciais. Não restam muitas casas do período otomano e os edifícios mais antigos datam do século XIX. A antiga igreja arménia do na extremidade ocidental do centro foi convertida num centro cultural.
Junto à estrada para Samsun ergue-se uma igreja arménia restaurada que foi usada como prisão. Foi construída no século XVIII ou XIX, provavelmente foi originalmente dedicada à festa ortodoxa do Hypapante.
Entre outros locais de interesse turísticos destacam-se a Paşaoğlu Konağı, um palacete onde funciona um museu etnográfico, algumas casas antigas no centro histórico e as mesquitas Yalı Camii (também chamada Aziziye Camii), Atik İbrahim Paşa Camii (também chamada Orta Cami, construída em 1770), Efirli Camii e Eski Pazar Camii, esta última com um hamam anexo.
Em 2006 foi aberta uma universidade e em 2011 foi inaugurado um teleférico com mais de dois quilómetros no monte Boztepe. Em julho de 2011 foi iniciada a construção do aeroporto Ordu-Giresun, numa ilha artificial 15 km a leste da cidade. A inauguração está prevista para 2014.
A cozinha local tem influências turcas e georgianas. Os pratos mais típicos são à base de peixe e de couve. Algumas das especialidades locais são, por exemplo, produtos de avelã como nougat (espécie de torrão) e chocolate, hamsi (um prato de anchova ou boqueirão do mar Negro), pancar çorba (sopa de acelga ou beterraba), mısır ekmek (literalmente: pão egípcio; de milho) e su börek (folhado de queijo).
A música tradicional local é típica da região do mar Negro, e o principal instrumento é o kemençe do mar Negro (Karadeniz kemençe), também chamado lira pôntica.
O principal clube de futebol local era, até à sua extinção em 2020, o Orduspor, que em 2011-2012 jogou na Süper Lig, a primeira divisão turca. Disputava os seus jogos no Estádio 19 de Setembro (Estádio 19 de setembro), um estádio multiusos inaugurado em 1967 e com capacidade para 11 024 espetadores.

## Clima

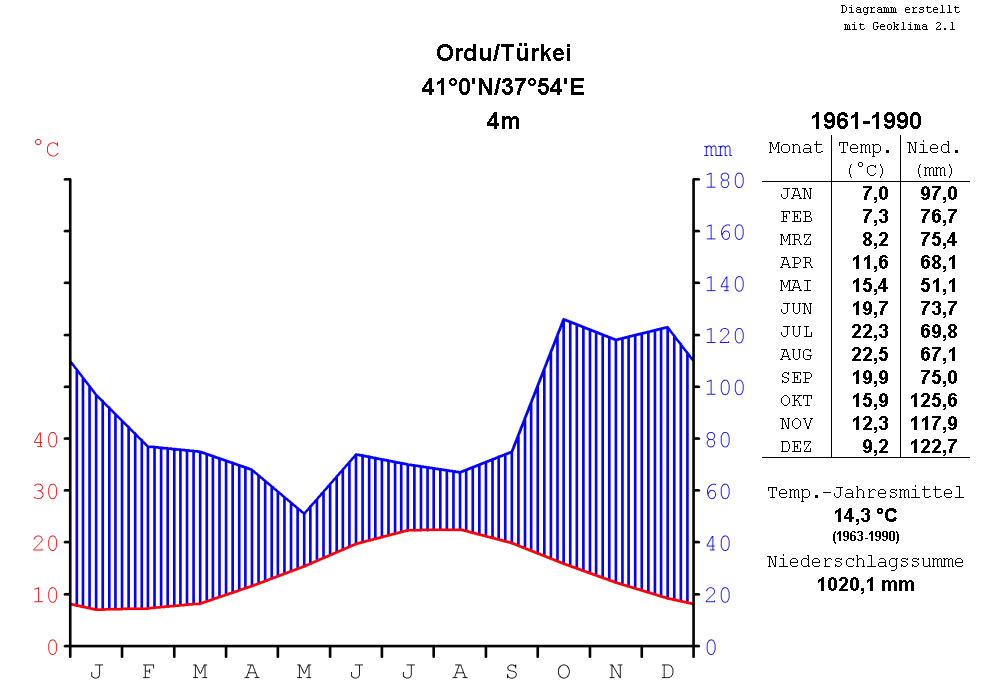
Gráficos de temperatura e precipitação em Ordu entre 1961 e 1990

O clima é de transição entre os tipos oceânico e subtropical húmido (Cfb/Cfa na classificação de Köppen-Geiger), como a maior parte da costa oriental turca do mar Negro. Os verões são húmidos e quentes e os invernos são frios e chuvosos, sem temperaturas extremas, oscilando as máximas entre 27 °C (em julho e agosto) e os 10-12 °C entre dezembro e março; as temperaturas mínimas oscilam entre os 3,6 e os 5,7 °C entre dezembro e março e pouco menos de 20 °C em julho e agosto.
A precipitação é elevada e mais ou menos distribuída ao longo de todo o ano, embora um pouco menos intensa nos meses de verão e mais intensa no outono e primavera. A queda de neve é comum entre dezembro e março, registando-se normalmente uma ou duas semanas de neve, que pode ser intensa. Como no resto da costa turca do mar Negro, a água do mar é fria, oscilando entre os 8 e os 20 °C ao longo do ano.

## História
Os achados arqueológicos mais antigos encontrados na área datam de cerca de 1 500 a.C. No século VIII ou VII a.C., gregos da colónia de Sinope, fundada por colonos de Mileto, estabeleceram na área de Ordu a colónia de Cotiora, uma das várias colónias Mileto criadas ao longo da costa do mar Negro. A colónia foi estabelecida em território dos Tibarenos. Cotiora foi o local onde os gregos da "Marcha dos Dez Mil", descrita por Xenofonte, que dela fez parte, estiveram 45 dias antes de partirem para a Ásia. Segundo a lenda, os Argonautas aportaram ali na sua viagem para a Cólquida. A eles se deve o nome do cabo Jasão, situado a poucos quilómetros a noroeste da cidade (Jasão era o líder dos Argonautas) e onde também há vestígios de um antigo povoado.

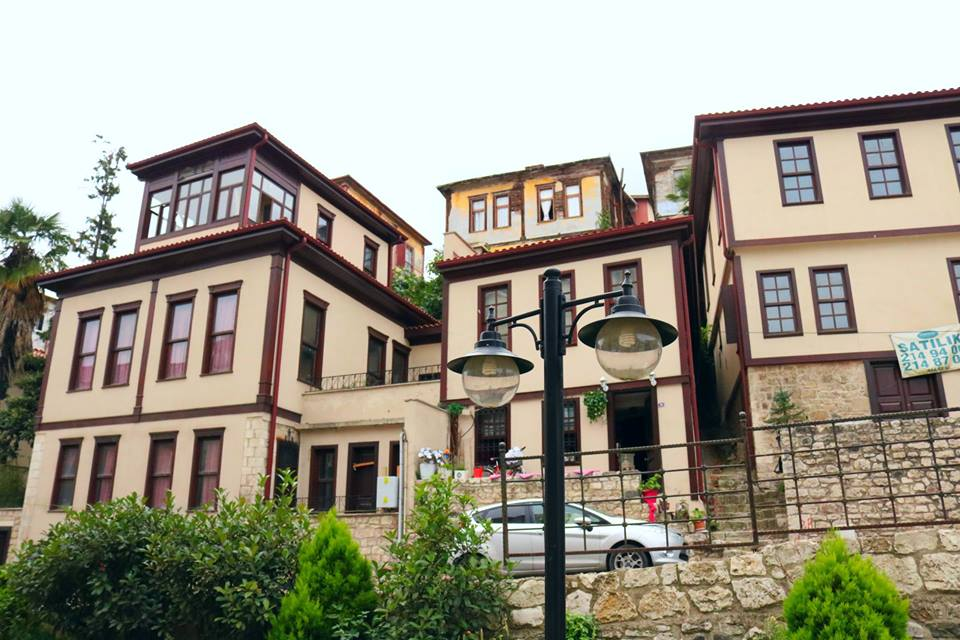
Casas tradicionais em Ordu

Entre 280 a.C. e 63 d.C. a região pertenceu ao Reino do Ponto, passando depois a integrar o Império Romano. Depois de pertencer durante vários séculos aos impérios romano e bizantino, a região esteve sob o domínio dos turcos danismêndidas entre 1095 e 1175. Foi conquistada pelos Seljúcidas em 1214 e 1228. Em 1346 passou para as mãos do beilhique de Beilhique de Calibia e em 1461, com a queda do Império de Trebizonda, foi integrada no Império Otomano. Os otomanos fundaram uma nova cidade como um posto militar, a que deram o nome de Bayramlı, situado perto de Eskipazar, 5 km a oeste da cidade atual.
No início do século XIX, Ordu era uma pequena cidade portuária, onde a maioria da população era constituída por gregos pônticos. Nas décadas seguintes cresceu rapidamente, devido às leis otomanas que obrigaram os turcos nómadas a fixarem-se na região. Em 1869 o nome da cidade foi mudado para Ordu e foram reunidos os distritos de Bolaman,Perşembe, Ulubey, Hansamana (Gölköy) e Aybastı. Em 1883 um incêndio de grandes proporções fez grandes estragos na cidade, nomeadamente nas importantes instalações que o exécito otomano ali mantinha.
Durante e após a guerra russo-turca de 1877-1878, instalaram-se na região muitos turcos que fugiram das suas terras no Cáucaso que foram ocupadas pelos Russos. Em 1921 a cidade fazia parte do sanjaco (subprovíncia) otomono de Trebizonda e tinha 13 000 habitantes (5 500 gregos, 5 000 turcos e 2 500 arménios). Depois das perseguições dos gregos no Império Otomano a partir de 1913, quando houve grandes confrontos étnicos, durante a Primeira Guerra Mundial e da troca de populações entre a Grécia e a Turquia em 1923, os gregos que ainda subsistiam deixaram Ordu. A província de Ordu foi criada em 17 de abril de 1920.